# Jili
Der ehemalige Stadtbezirk Jili (chinesisch 吉利区, Pinyin Jílì Qū) gehörte zum Verwaltungsgebiet der bezirksfreien Stadt Luoyang in der chinesischen Provinz Henan. Er hatte eine Fläche von 80 km² und zählte ca. 70.000 Einwohner (2003). Im März 2021 wurde Jili mit dem Stadtbezirk Mengjin zusammengeführt.

## Administrative Gliederung
Auf Gemeindeebene setzte sich der Stadtbezirk aus einem Straßenviertel und einer Gemeinde zusammen. Diese waren:
- Straßenviertel Daqinglu 大庆路街道

- Gemeinde Jili 吉利乡